# Franciszek Macioła
Franciszek Macioła (ur. 10 stycznia 1944 w Chorzowie) – generał dywizji pilot Wojska Polskiego.

## Życiorys
Syn Gerarda. W 1957 skończył szkołę powszechną w Chorzowie, a w 1961 liceum ogólnokształcące. W okresie od 1961 do 1964 studiował na Politechnice Śląskiej w Gliwicach, po czym wstąpił do lotnictwa w Ostrowie Wielkopolskim. Od 1965 do 1967 był elewem Oficerskiej Szkoły Lotniczej w Dęblinie, którą skończył jako prymus. Instruktor-pilot w 58. Pułku Lotniczym w Dęblinie, potem dowódca klucza. Od 1970 porucznik i pilot wojskowy I klasy. W latach 1971–1975 studiował w Wojskowej Akademii Lotniczej w Monino k. Moskwy w trakcie których w 1973 został kapitanem. Po powrocie zastępca dowódcy eskadry, od 1976 szef sztabu pułku, potem zastępca dowódcy pułku ds. szkolenia i ds. liniowych w 38 Pułku Lotniczym w Modlinie. Od 1980 do 1982 był dowódcą 60 Lotniczego Pułku Szkolnego w Radomiu, wyróżnionego w rozkazie MON za uzyskanie najlepszych wyników w szkoleniu. W latach 1982–1983 pełnił obowiązki dowódcy 38 Pułku Lotniczego w Modlinie a następnie zastępcy dowódcy 2 Brandenburskiej Dywizji Lotnictwa Myśliwsko-Bombowego w Pile. W 1984 rozpoczął studia w Akademii Sztabu Generalnego Sił Zbrojnych ZSRR im. K. Woroszyłowa w Moskwie, które ukończył z wyróżnieniem (tak jak w Akademii Lotniczej w Monino) w 1986 roku. W okresie studiów, w 1985 awansował na stopień pułkownika. Od 1986 do 1988 był zastępcą szefa sztabu Wojsk Lotniczych w Poznaniu, potem dowódca 4 Pomorskiej Dywizji Lotnictwa Myśliwskiego w Malborku (w 1989 ta dywizja otrzymała tytuł "Przodującego Związku Taktycznego w WP" i wyróżnienie w rozkazie MON). W 1990 objął obowiązki zastępcy dowódcy 2 Korpusu Obrony Powietrznej Kraju ds. liniowych w Bydgoszczy. W maju 1990 został przez gen. Wojciecha Jaruzelskiego mianowany generałem brygady. Od 1 lipca 1990 był dowódcą 4 Korpusu Lotniczego w Poznaniu. W dniu 11 listopada 1996 Prezydent RP Aleksander Kwaśniewski awansował go na generała dywizji. Gdy w maju 1998 4 Korpus Lotniczy został rozwiązany, gen. dyw. Macioła został przeniesiony do dyspozycji MON i Sztabu Generalnego. Jesienią 2003 pożegnany przez ministra obrony Jerzego Szmajdzińskiego, potem przeniesiony w stan spoczynku.
Mieszka w Poznaniu, gdzie w latach 1998-2002 był radnym Rady Miasta.

## Odznaczenia i wyróżnienia
- Krzyż Oficerski Orderu Odrodzenia Polski (1994)[1]
- Krzyż Kawalerski Orderu Odrodzenia Polski (1987)
- Złoty Krzyż Zasługi (1978)
- Srebrny Krzyż Zasługi (1971)
- Złoty Medal „Siły Zbrojne w Służbie Ojczyzny”
- Srebrny Medal Siły Zbrojne w Służbie Ojczyzny
- Złoty Medal Za zasługi dla obronności kraju
- Złoty Krzyż Za Zasługi dla Bundeswehry (Niemcy) (1997)
- list gratulacyjny od Prezydenta RP (2004)
- Honorowy Tytuł "Zasłużony Pilot Wojskowy RP"